# Đại dịch COVID-19 tại Grenada
Bài viết này ghi lại các tác động của đại dịch COVID-19 ở Grenada, và có thể không bao gồm tất cả các phản ứng và biện pháp chính hiện đại.

## Dòng thời gian

### Tháng 3
Trường hợp đầu tiên của quốc gia này được công bố vào ngày 22 tháng 3, một nữ bệnh nhân trở về từ Vương quốc Anh.
Tính đến ngày 30 tháng 11 năm 2023, Grenada ghi nhận 19,693 trường hợp nhiễm COVID-19 và 238 trường hợp tử vong.

## Phòng ngừa
Thủ tướng Keith Mitchell đã tuyên bố rằng các trường học sẽ bị đóng cửa và các cuộc tụ họp công cộng bị cấm.